# Луш-де-Тавира
Луш-де-Тавира (порт. Luz de Tavira)  —  район (фрегезия) в Португалии,  входит в округ Фару. Является составной частью муниципалитета  Тавира. По старому административному делению входил в провинцию Алгарве (регион). Входит в экономико-статистический  субрегион Алгарве, который входит в Алгарве. Население составляет 3778 человек на 2001 год. Занимает площадь 31,53 км².
Покровителем района считается Дева Мария (порт. Nossa Senhora da Luz). 

## Демография
| 1758 | 1858 | 1911 | 1940 | 1981 | 1991 | 2001 |
| 614  | 960  | 3237 | 3694 | 4024 | 4081 | 3778 |